# Bob Murawka
Bob Murawka (* 1960 in Schmelz (Saar)) ist ein deutscher Hörfunkmoderator und Musikredakteur.

## Leben
Bob Murawka arbeitete ab 1978, nach seinem Abitur, als Praktikant beim englischsprachigen Programm von Radio Luxemburg. Während seines BWL-Studiums half er 1985 als Moderator und Programmchef beim Aufbau des französisch-deutschen Radiosenders RVN (Radio vallée de la Nied) im lothringischen Bouzonville und wechselte 1986 zum rheinland-pfälzischen Privatsender RPR. Dort moderierte er bis Oktober 2002 u. a. die Morning- und Drivetimeshow sowie diverse Musiksendungen, u. a. die Kultsendung Party ohne Pause. Im März 2003 wechselte er zum öffentlich-rechtlichen Radiosender SWR 1 in Mainz, wo er neben seiner Tätigkeit als Musikredakteur auch diverse Sendungen moderierte und redaktionell betreute. Im September 2010 kehrte er zu RPR 1 nach Ludwigshafen zurück und arbeitet bis heute dort. Des Weiteren ist er seit September 2022 bei Rock FM (ehemals Radio Regenbogen 2) und seit August 2022 bei der Oldie Antenne innerhalb der Antenne Bayern Group beschäftigt.
Bob Murawka lebt seit 1992 in der Nähe von Koblenz und hat zwei Töchter und einen Sohn.